# Krzywdy
Krzywdy est une localité polonaise de la gmina de Jeżowe, située dans le powiat de Nisko en voïvodie des Basses-Carpates.